# Pietro (- v. 1128)
Pour les articles homonymes, voir Pietro et Capizucchi.
Pietro, probablement  Pietro Capizucchi  (mort v. 1128) est un cardinal italien du XIIe siècle. Autres cardinaux de la famille sont Gianroberto Capizucchi (1088), Roberto Capizucchi (1097), Gian Roberto Capizucchi (1126), Gianantonio Capizucchi (1555) et Raimondo Capizucchi, O.P. (1681).

## Biographie
Le pape Calixte II le crée cardinal lors du consistoire de décembre 1122. Il est possiblement légat en Ombrie.